# Mussaenda pingbianensis
Mussaenda pingbianensis är en måreväxtart som beskrevs av Cheng Yih Wu, Hsiang Hao Hsue och H.Wu. Mussaenda pingbianensis ingår i släktet Mussaenda och familjen måreväxter. Inga underarter finns listade i Catalogue of Life.